# Findus (Band)
Findus war eine 2005 gegründete deutschsprachige Punk-Rock Band aus Schleswig-Holstein und Hamburg.

## Bandgeschichte

### Anfänge (2005–2009)
Der erste Auftritt unter dem Namen Findus fand 2005 in Kröß (Ostholstein) statt. 2006 wurde eine unveröffentlichte 6-Song-Demo mit Björn Seiz von der Band Smoke Blow produziert, welcher Findus auch später weiterhin unterstützte und förderte. Damals spielte Sänger Lüam noch Gitarre und ein Freund der Band, Elias Brunken, Orgel und Cello.

### Sansibar (2009–2010)
Am 9. Oktober 2009 veröffentlichte die Gruppe ihr Debütalbum „Sansibar“ über das eigens gegründete Label Delikatess Tonträger. Das Album wurde von Björn Seiz produziert und von der Musikpresse überwiegend positiv aufgenommen. Das Punkrock-Magazin OX schrieb: „(…) eines der besten deutschen Punkalben (…) Hier stimmt, abgesehen von der nicht ins [sic!] den Kontext passen wollenden SUPERPUNK-Kopie „Stechuhr“, einfach alles: Die Melodien sitzen, die Refrains laden (…) zum Mitgrölen ein, der Gesang kommt wunderbar aggressiv daher.“ (9 von 10 Punkten) (Ausgabe 86, Oktober/November 2009).
Während der Aufnahmen zum Album stieß Moritz Buhmann als zweiter Gitarrist dazu und während der anschließenden Tour zum Album verließ der Schlagzeuger Jannes Heinrich die Band und wurde durch Timo Meinen ersetzt. Im Mai 2010 spielten Findus als Vorgruppe der amerikanischen Punk-Rock-Band Against Me! auf deren Deutschlandtour: es folgten weitere Auftritte im Vorprogramm von Bernd Begemann, NOFX, Smoke Blow oder Turbostaat.

### Mrugalla (2010–2012)
Ende 2010 begann die Band in Kiel mit den Aufnahmen zu ihrem zweiten Album „Mrugalla“. Der Albumtitel bezieht sich auf den Berliner Kunstfälscher Edgar Mrugalla, dessen Geschichte den Sänger Lüam inspirierte. Das Album wurde erneut von Björn Seiz produziert und erschien am 4. März 2011 auf Delikatess Tonträger. Das alternative Musikmagazin Visions schrieb in Ausgabe 216: „Der Schmutz von Smoke Blow, der Soul-Schmiss von Superpunk, die kryptischen Wortspiele von Turbostaat, das nervöse Flattern von Ja, Panik: Findus schlagen Brücken, wo sonst oft Mauern sind.“ Es folgte eine weitere Deutschlandtour und erste, größere Festivalauftritte beim Omas Teich oder Reeperbahn Festival.
Mit den Labelkollegen Frau Potz wurde 2011 die 7"-Split „Bleiben wo wir sind / Der Ire war nicht das Problem“ aufgenommen (Delikatess Tonträger). Zudem veröffentlichten Findus am Record Store Day 2011 die Download-EP „Feuer In Paris“ mit Remixen von u. a. Turbostaat, Fuck Art, Let’s Dance! und Station 17. Für die EP „Brennende Flügel“ von Supershirt steuerten Findus den Coversong „Kunstwerk“ bei (erschien auf Audiolith Records). Im Herbst 2012 spielten Findus im Vorprogramm der Hamburger Band Kettcar auf deren Tournee durch Deutschland, Österreich, die Schweiz und Luxemburg. Nach der Tour verließ der Gitarrist Moritz Buhmann die Band und wurde von Danny Steinmeyer, der damals bei der Hamburger Punk-Band Das Ende Schlagzeug spielte, ersetzt. Anfang 2013 spielten Findus dann in neuer Besetzung einige Headliner- und Supportshows, sowie anschließend einen umfangreichen Festivalsommer (u. a. Open Flair, Greenville Festival und Fusion Festival).

### Vis A Vis (2013–2015)
Im Oktober 2013 begannen in Hamburg die Aufnahmen zum dritten Album „Vis A Vis“ unter der Regie der Hamburger Produzenten Torsten Otto (beispielsweise Beatsteaks, Kante) und Hauke Albrecht (beispielsweise Captain Planet, Mountain Witch). Anschließend waren Findus Teil der deutschlandweiten „Audiolith – 10 Years From Now“-Tour mit Egotronic und Feine Sahne Fischfilet und spielten ein Jahresabschlusskonzert im ausverkauften Hamburger Knust.
Am 14. März 2014 wurde das dritte Album „Vis A Vis“ veröffentlicht und anschließend die 4-Track-EP „Quatscherei“. Es folgte eine 3-wöchige Tour durch Deutschland und Österreich und weitere Festivalauftritte u. a. auf dem Hurricane Festival und Dockville Festival. Zur Quatscherei-EP drehte die Band zusammen mit den Hamburger Regisseuren Lasse Buchhop und Joachim Zunke einen 18-minütigen Kurzfilm.
2015 waren Findus auf dem Kein-Mensch-ist-illegal-Benefiz-Sampler mit dem Song „Hafenklang“ vertreten.
Am 1. März 2016 gab die Band ihre Auflösung bekannt. Als Gründe gaben sie den geplanten Ausstieg des Schlagzeugers Timo Meinen sowie das Ende ihres Plattenlabels Delikatess Tonträger an. Das letzte Abschiedskonzert fand am 20. Mai 2016 im Hamburger Uebel & Gefährlich statt.

## Diskografie

### Alben
- 2009: Sansibar (CD/LP, Delikatess Tonträger)
- 2011: Mrugalla (CD/LP, Delikatess Tonträger)
- 2014: Vis A Vis (CD/LP, Delikatess Tonträger)

### Singles
- 2014: Vis A Vis (Download, Delikatess Tonträger)
- 2014: Nachtwache (Download, Delikatess Tonträger)

### EPs
- 2010: Bleiben wo wir sind / Der Ire war nicht das Problem (7" EP Split mit Frau Potz, Delikatess Tonträger)
- 2012: Feuer in Paris EP (Download, Delikatess Tonträger)
- 2014: 101014 (Download, Delikatess Tonträger)
- 2015: Quatscherei (Vinyl/Download, Delikatess Tonträger)

### Remixe
- 2012: Kunstwerk (Cover) (CD/Download, Brennende Flügel von Supershirt, Audiolith Records)
- 2014: We're Manicals! (Findus Version) (Download, We're Manicals! (Remixes) von Fuck Art, Let’s Dance!, Audiolith Records)